# 5284 Orsilocus
5284 Orsilocus eller 1989 CK2 är en trojansk asteroid i Jupiters lagrangepunkt L4. Den upptäcktes 1 februari 1989 av det amerikanska astronom paret Eugene M. och Carolyn S. Shoemaker vid Palomar-observatoriet. Den är uppkallad efter Orsilocus, i den grekiska mytologin.
Asteroiden har en diameter på ungefär 50 kilometer.